# Didymocarpus elatior
Didymocarpus elatior là một loài thực vật có hoa trong họ Tai voi. Loài này được Prain mô tả khoa học đầu tiên năm 1898.